# Starflower
«Starflower» — п'ятий студійний альбом американської поп-співачки Дженніфер Пейдж. Реліз відбувся 31 березня 2017 року.

## Список композицій
1. "The Devil's In The Details" — 05:18
2. "Forget Me Not" — 03:10
3. "Let Me Love You" — 03:44
4. "Like A Bomb" — 04:17
5. "Up At Night" — 03:50
6. "Starflower" — 04:17
7. "To The Madness" — 04:18
8. "Can't Keep You Here" (із Coury Palermo) — 03:10
9. "January" — 03:41
10. "If We Be Still" — 03:16
11. "Crush" (акустика; бонусний трек) — 03:38

## Схвалення
| Публікація      | Ранг | Список                        |
| --------------- | ---- | ----------------------------- |
| Billboard       | 21   | 50 Best Albums of 2017 So Far |
| Yorkshire Times | 17   | Top 60 Albums Of 2017         |
| Pop Magazine    | 43   | Best Albums of 2017           |